# Kings of South Beach
Kings Of South Beach est un téléfilm américain réalisé par Tim Hunter et sorti en 2007.

## Distribution
- Donnie Wahlberg : Andy Burnett
- Jason Gedrick : Chris Troiano
- Steven Bauer : Allie Boy
- Valentina Bove (VF : Lily Rubens) : Zoya Petrov
- Ricardo Chavira : Enrique
- Juan Pablo Gamboa : Danny Hayes
- Cristina Garcia : l’officier Saban
- Brian Goodman (en) (VF : Jean-François Aupied) : le lieutenant Jim Hawke
- Frank John Hughes (VF : Constantin Pappas) : le lieutenant Houlton